# Сталеплавильное производство
Сталеплави́льное произво́дство — это получение стали из сырья, чугуна или стального лома в сталеплавильных агрегатах металлургических заводов. Сталеплавильное производство является вторым звеном в общем производственном цикле чёрной металлургии. В современной металлургии основными способами выплавки стали являются кислородно-конвертерный и электросталеплавильный процессы. Ранее использовались бессемеровский, мартеновский и тигельный процессы.

Производство продукции прямого восстановления железа в мире, тонн; доля процесса Midrex в общем объёме, %; доля технологий металлизации с использованием угля, %; доля технология HYL III, %; прочие технологии, %

## Объёмы выплавки стали
В 2004 году объём выплавки стали в мире впервые превысил 1 млрд тонн.
| Год  | Объём, млн. т. |
| ---- | -------------- |
| 1950 | 192            |
| 1965 | 463            |
| 1976 | 690            |
| 2001 | 851            |
| 2005 | 1120           |
| 2022 | 1879           |

## Примечание
1. ↑  Лисочкин Б. Ф. Кузнецкая сталь.